# توماس سادلر روبرتس
توماس سادلر روبرتس (بالإنجليزية: Thomas Sadler Roberts)‏ هو عالم طيور وطبيب أمريكي، ولد في 16 فبراير 1858 في فيلادلفيا في الولايات المتحدة، وتوفي في 19 أبريل 1946.